# Tighanimine
Tighanimine (em árabe: تغانمين) é uma cidade localizada na província de Batna, no noroeste da Argélia. Sua população era de 6 800 habitantes, em 2008.